# Jens Andersen Beldenak
Jens Andersen med tilnavnet Beldenak (død 20. januar 1537 i Lübeck) var en dansk kirke- og statsmand, der var biskop på Fyn 1501-29.
Jens Andersen var søn af en landsbyskomager i Brøndum i Salling Sogn ved Limfjorden. Efter undervisning i klosterskoler, tog han magistergraden i Köln, kom senere til Rom, hvor han synes at have fået sin uddannelse ved det pavelige kancelli, og blev efter sin hjemkomst ansat i kong Hans' kancelli. 1501 blev han biskop over Fyens Stift, et af de rigeste i landet, og kom snart i strid med stiftets adelsmænd, især sin forgænger Karl Rønnows slægtninge på Hvidkilde, der overså den bondefødte prælat, mens han med sin bidende ironi spottede deres adelshovmod. Den skarpe og vittige biskop med sin altid slagfærdige veltalenhed, sin store juridiske spidsfindighed og snuhed, sin indsigt både i romerretten og den gejstlige ret, blev snart en frygtet modstander både for en retsskranke og ved snu diplomatiske forhandlinger. Almuen mente, at han forstod "den sorte kunst", og mange fortællinger var i omløb herom. 
Kongerne benyttede sig af hans kløgt ved de vanskeligste hverv. Han havde stor del i retssagen mod den myrdede Poul Laxmand og benyttedes af kong Hans oftere i diplomatiske forhandlinger, men da han under et fredsmøde i Lübeck 1503 var gået ud over sin instruks og havde lovet denne stad en stor pengeerstatning for de i krigen mellem Danmark og Sverige opbragte lybske skibe, faldt han til sidst i unåde både hos kong Hans og dennes søn og efterfølger, Christian 2.. Han var dog med under forhandlingerne ved Freden i Nykøbing i 1507 som repræsentant for kong Hans. Dertil kom, at biskoppens folk i en strid havde dræbt dronning Christines lensmand på Næsbyhoved Slot ved Odense, Otto Porsfeld, hvilket medførte en langvarig strid med dennes holstenske slægtninge. Christian 2. lod ham derfor til sidst anklage og forlangte en erstatning på 80.000 gylden (omtrent 240.000 tønder rug) for de tab, riget havde lidt pga. biskoppens egenmægtige adfærd under forhandlingerne i Lübeck. 
Fra 1517-20 sad han i et hårdt fængsel, indtil han endelig kom løs mod at forpligte sig til på livstid at overlade kongen de to tredjedele af stiftets indtægter som erstatning. Han fulgte nu med kongen til Stockholm, hvor han ved sin juridiske spidsfindighed "beviste", at Sverige altid havde været et arverige, og at kong Christian var dettes rette arving. Han var formand i den gejstlige ret, der erklærede den afdøde Sten Sture og dennes medhjælpere for kættere og gav således anledning til Det Stockholmske Blodbad. Til løn fik han Strengnæs Bispedømme og blev tilbage i Stockholm som medlem af den af Christian 2. efterladte regering, men da han ikke kunne komme ud af det med sin gejstlige kollega, Didrik Slagheck, vakte han Mor Sigbrits vrede mod sig og blev i september 1521 atter kastet i fængsel. Alle de gamle sager toges op på ny, og en tid lang syntes det, som om han skulle gøres til syndebuk for Det Stockholmske Blodbad, indtil bladet vendte sig, og Didrik Slagheck selv med rette fik skylden herfor. 
Jens Andersen Beldenak vedblev dog at sidde i fængsel, til sidst på Hammershus, indtil dette slot i august 1522 toges af lübeckerne, hvorpå han førtes til Lübeck og først efter Christian 2.s flugt 1523 atter kom i besiddelse af sit stift. Sine store pengetab søgte han at erstatte ved udbredt studehandel, hvortil hans mange bispegårde gav ham rig anledning. Reformationen anså Jens Andersen Beldenak for en gavnlig spore for den katolske kirke, et kortvarigt onde, der ville bringe de lade buge til at opgive deres uvirksomhed og atter bringe boglig lærdom i ære. Virksom som altid, med en underlig lyst til at blande sig i de vanskeligste sager, selv om de ikke altid angik ham, skrev han advarende breve mod lutherdommen ikke blot til stæder i sit eget stift (for eksempel til Assens), men også til sin ungdomsegn, Viborg og Aalborg. 
Den uadelige biskop led dog stadig store krænkelser. Til sidst fik Rønnowerne ham idømt en stor skadeserstatning, og under disse forhold afstod han 1529 stiftet til Knud Gyldenstierne mod en årlig pengesum og brugen af Kjærstrup (Valdemars Slot på Tåsinge). Året efter havde han den krænkelse at blive dømt til tremarksmand som løgner og æreskænder for nogle uforsigtige ytringer om Frederik 1. Han holdt sig derpå i ro på Kjærstrup, indtil han efter Frederik 1.s død (april 1533) i mulm og mørke bortslæbtes af en af Otto Porsfelds holstenske slægtninge og under de forfærdeligste mishandlinger førtes fra sted til sted, indtil han et halvt års tid efter løskøbtes af en borger i Lübeck, der var gift med hans søsterdatter. Her døde han 20. januar 1537. 
Fra Lübeck havde han 1534 sendt en mærkelig advarsel til det danske rigsråd mod at tage hertug Christian til konge. Danmark var et valgrige, hævdede han heri; selv om man slet ingen konge ville have, havde man ret dertil: Man skulle holde sig til Lübeck, der var "en stad mod vold". Et gammelt billede, der skal forestille ham, er i nyere tider påvist på en altertavle i Nørholm Kirke ved Limfjorden. Da der på den udskårne træfigur under bispehuen kommer ret fyldige lokker til syne, har man derfor villet fortolke Beldenak som "Stivnakke", dog næppe med rette, da allerede samtiden forklarer tilnavnet ved "skaldet" (calvus). På en altertavle fra Faaborg Helligaandskloster, der er forsynet med biskoppens våben, har man ligeledes troet at genkende hans billede, men det er ligeledes meget usikkert.